# Егиазаров, Соломон Адамович
 Соломон Адамович Егиазаров (Егиазарянц)  (1852 — не ранее 1922) — юрист, исследователь юридического быта Закавказья.

## Биография
Родился 1 (13) января 1852 года в Эриванской губернии, в селе Давалу. В 1876 году получив аттестат зрелости в Тифлисской гимназии, поступил на юридический факультет Московского университета, который в 1880 году окончил кандидатом права и с 14 января 1881 года был на два года оставлен при университете в качестве профессорского стипендиата. Затем, прослужив некоторое время на Кавказе, он в 1885 году сдал при Московском университете магистерский экзамен и был привлечён к участию в трудах по составлению свода материалов и по изучению экономического быта государственных крестьян на Кавказе.
С 14 декабря 1887 года был назначен в Императорский Казанский университет, приват-доцентом по кафедре энциклопедии и истории философии права. За «Исследование по истории учреждений в Закавказье» 27 мая 1889 года получил степень магистра (Ч. I. Сельская община. — Казань, 1889) и 29 февраля 1892 года степень доктора государственного права (Ч. II. Городские цехи. — Казань, 1891) и 31 марта 1892 года был утверждён в звании экстраординарного профессора по кафедре энциклопедии и истории философии права. 20 июня 1893 года был перемещён в университет Святого Владимира экстраординарным профессором по кафедре государственного права.
В 1907—1920 годах читал на Киевских высших женских курсах курс русского государственного права.

## Труды
- «Брак у кавказских горцев» («Юридический вестник», 1878)
- «Краткий этнографический очерк курдов Эриванской губернии, с приложением текстов и словаря» и «Краткий этнографическо-юридический очерк иезидов Эриванской губернии» («Записки Кавказского Отделения Императорского Русского Географического Общества», II выпуск, XIII т.)
- Извлечение из соч. Сиуфи о иезидах // «Записки Кавказского Отделения Императорского Русского Географического Общества». — Т. XIII, вып. II.
- Феодальное землевладение в Европе и армянской области и современное экономическое положение крестьян // Мшак. — 1882.
- Этнологическое значение народной поэзии // Мшак. — 1881.
- «Административно-экономический строй сельской общины в Эриванской губернии» и «Формы крестьянского землевладения в Кутаисской губернии. О возникновении спорных земель» («Свод материалов по научению экономического быта государственных крестьян в Закавказье». Т. I)
- «Формы общины и крестьянского землевладения в Тифлисской губернии» («Свод материалов по научению экономического быта государственных крестьян в Закавказье». Т. II)
- «О сельской общине в Елисаветпольской и Бакинской губерниях» («Свод материалов по научению экономического быта государственных крестьян в Закавказье». Т. III)
- «Исследования по истории учреждений в Закавказье. Часть I. Сельская община» (Казань, 1889, магистерская диссертация). Часть II. «Городские цехи» (1891, докторская диссертация)
- «О секте суббаитов» («Известия Кавказского Отделения Императорского Русского Географического Общества», 1890);
- «Сравнительный очерк организации закавказских амкарств и средневековых цехов» («Мшак», 1890 и 1891)
- «О водовладении в Закавказском крае» (Киев, 1896)
- Исследования по истории армянского права публичного и частного (Киев, 1919. — Вып. 1: Государственный, общественный, хозяйственный и юридический строй Армении в X-XIII в. по надписям Ани и Ширака)